# 王茂元
王茂元（8世纪？—843年），唐朝中晚期將領，濮州濮阳县人，中唐將領王栖曜次子，詩人李商隐的岳父，也是詩人韓偓的外祖父。
出身将门，其父王栖曜曾參與平定安史之亂。王茂元自幼好学，在德宗时曾上书自荐，擢试校书郎，改官为太子赞善大夫。吕元膺留守东都时，署防禦判官，有军功。元和中，为右神策将军。文宗朝太和中，检校工部尚书、广州刺史、岭南节度使。在招安南方少数民族的工作上颇有成效。家中积财，交结权贵，倚靠郑注升迁为泾原节度使。甘露之變後郑注势败，罄尽家财，犒賞軍隊，才免於株连。改封濮阳郡侯。又召为将作监，领陈许节度使。武宗朝会昌中，为河阳节度使。劉稹叛乱，王茂元在奉命讨伐时病故，追贈司徒。《新唐书·列传第九十五》：“（王茂元）討劉稹也，李德裕以茂元兵寡，詔王宰領陳許合義成兵援之，以河陰所貯兵械，內庫甲、弓矢、陌刀賜之。會病，以宰兼河陽行營攻討使。卒，贈司徒，謚曰威。”
其四弟王翊元（774年—818年）有墓誌出土。少弟王參元亦見於裡面。
第六女適韓瞻，生韓偓；幺女嫁李商隐。

## 參閱
- 唐平劉稹之戰